# Villamesías (kommunhuvudort)
Villamesías är en kommunhuvudort i Spanien.   Den ligger i provinsen Provincia de Cáceres och regionen Extremadura, i den centrala delen av landet, 230 km sydväst om huvudstaden Madrid. Villamesías ligger 369 meter över havet och antalet invånare är 348.
Terrängen runt Villamesías är platt åt sydost, men åt nordväst är den kuperad.Runt Villamesías är det ganska glesbefolkat, med 45 invånare per kvadratkilometer. Närmaste större samhälle är Miajadas, 10,9 km söder om Villamesías. Trakten runt Villamesías består till största delen av jordbruksmark.